# Schloss Semlow

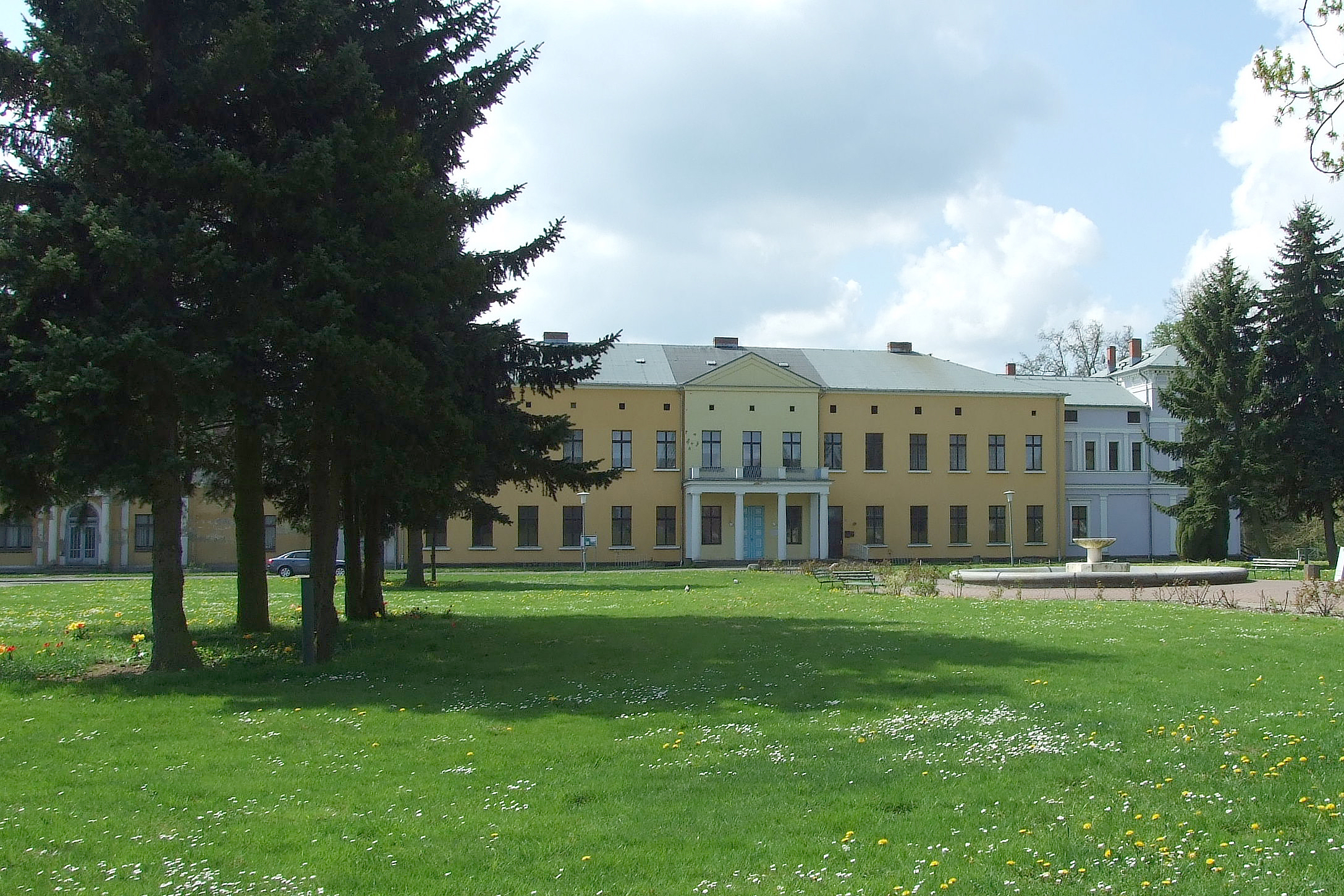
Schloss Semlow, dorfseitige Fassade

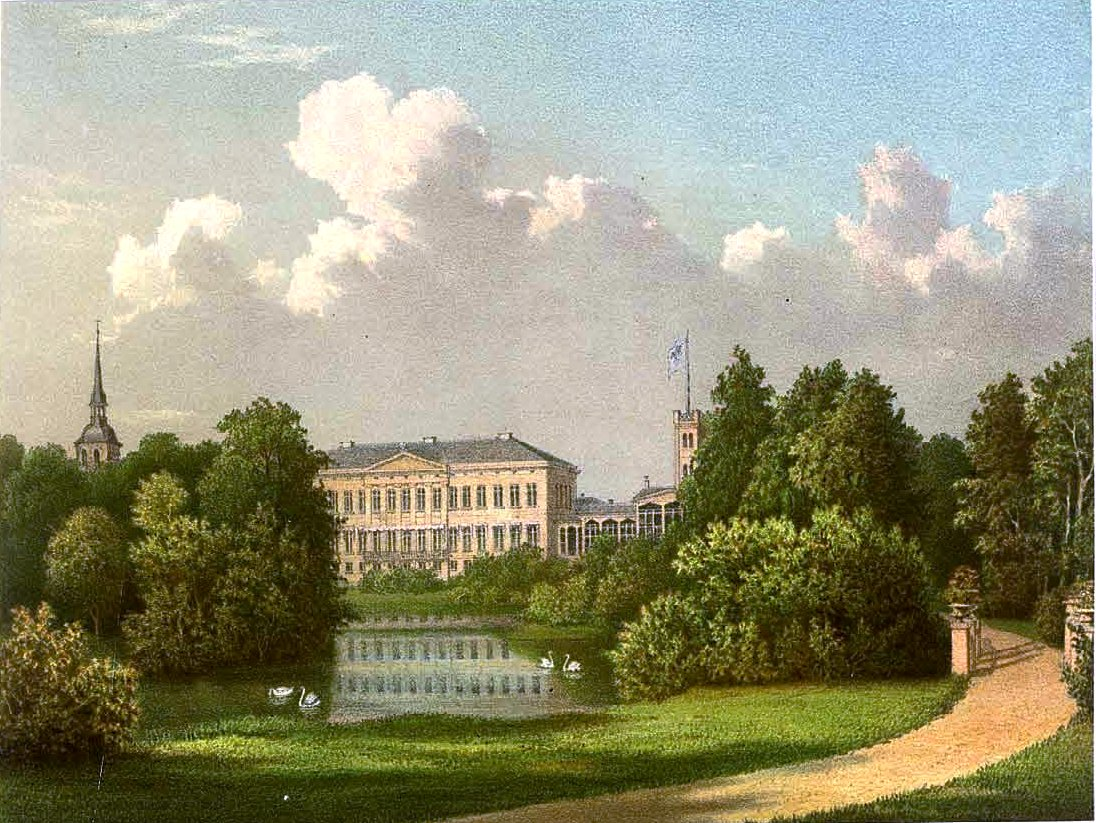
Schloss Semlow um 1857/58, Sammlung Alexander Duncker

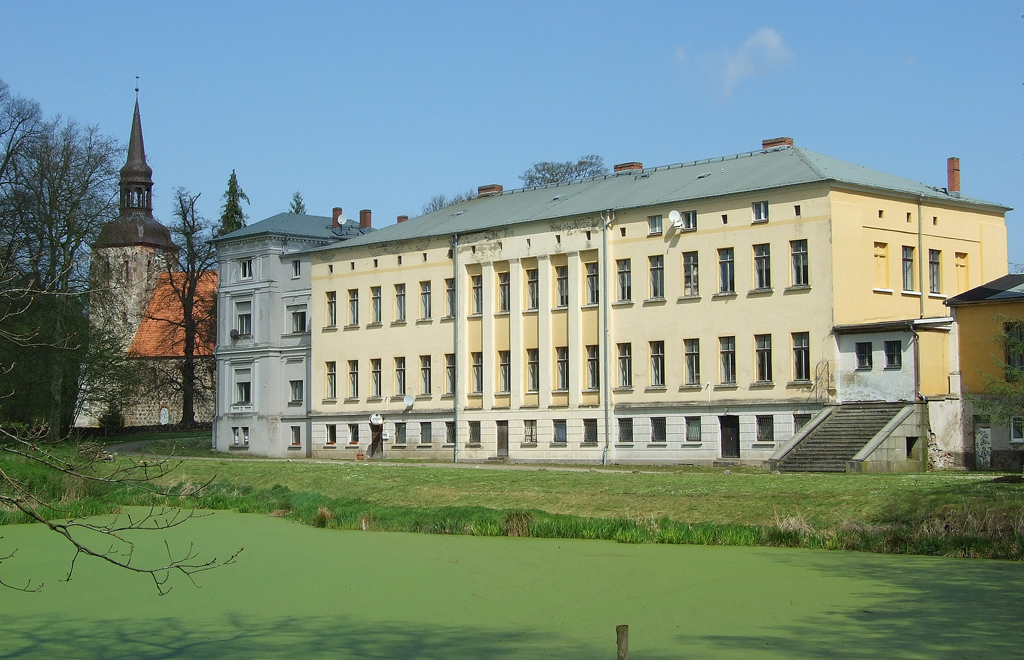
Rückseitige Fassade

Das Schloss Semlow ist ein Herrenhaus im Stil eines klassizistischen Schlosses in Semlow im Landkreis Vorpommern-Rügen in Mecklenburg-Vorpommern. Das Gebäude wurde nach 1945 in seinem Charakter verändert, die Fassade stark vereinfacht.

## Geschichte
Das Herrenhaus wurde von Carl von Behr-Negendank in Auftrag gegeben und vom Strelitzer Hofbaumeister Friedrich Wilhelm Buttel um das Jahr 1825 errichtet. Um das Jahr 1850 wurde dann unter dem neuen Grundbesitzer und Sohn des damaligen Bauherrn Ulrich von Behr-Negendank das Schloss durch den Anbau einer Orangerie und eines zweistöckigen Wohnbereichs erweitert. Das Bauwerk diente der Familie von Behr-Negendank bis zum Zweiten Weltkrieg als Wohnsitz. 1945 wurde das Herrenhaus geplündert und teilweise zerstört, es diente dann den Flüchtlingen und Vertriebenen als Wohnstatt. 1947 ging es in den Besitz der Gemeinde Semlow über, wurde saniert und bis 1989 unter anderem als Schule, Kindergarten, Speisesaal und Sitz der Gemeindebibliothek genutzt.
Das Schloss ist in Privatbesitz, es wird für Veranstaltungen wie Hochzeiten, Konzerte und Feiern genutzt. Es gibt einen Festsaal und einen Jagdkeller, die für Festlichkeiten gemietet werden können. Ein Gästezimmer wird ebenfalls vermietet.

## Anlage
Zum Zeitpunkt der Fertigstellung um das Jahr 1826 bestand das zweigeschossige Schloss nur aus dem heutigen Mittelteil des Gebäudes. Dessen vordere, dem Dorf zugewandte Fassade, enthält 15 Fensterachsen, von denen die mittleren drei auf den Mittelrisaliten entfallen. Etwa auf der halben Höhe des Mittelrisaliten befindet sich ein von vier Säulen getragener Altan und darunter ein Eingang, der zum Festsaal führt. Die Rückseite des Gebäudes ist dreigeschossig und besitzt 17 Fensterachsen, von denen die mittleren fünf als Mittelrisalit aus dem Gebäude herausragen. Der östliche Anbau wurde erst um das 1850 als Orangerie errichtet und war von einem viereckigen Turm gekrönt. Dieser Turm fiel den umfangreichen Sanierungsarbeiten nach 1945 zum Opfer, welche auch für das heute allgemein eher schlichte Erscheinungsbild verantwortlich sind.

## Rittergut
Die Geschichte des Herrensitzes mit Konstanz beginnt wohl erst mit denen von Behr um 1533. Und später mit Heinrich von Behr-Negendank (1763–1794) bildete die Gut und Ort besonders prägende Grundbesitzerfamilie genealogisch eine eigene Familienlinie Semlow heraus. Auch wurde aus dem Gut ein Familienfideikommiss gestiftet, zur Erbregelung. Erbe wurde der oben erwähnte Karl von Behr, verheiratet mit Sophie Freiin von Maltzahn. Deren Nachfahren und Fideikommissherren wurden in den erblichen Grafenstand erhoben. 1939 umfasste die Grundherrschaft Semlow mit den direkt dazugehörigen Rittergütern Plennin, Palmzin, Karlshof, Koitenhagen, Stormsdorf und Wohsen etwa gesamt 3800 ha Land. Die Güter wurden durch Verwalter geführt und am Beispiel Koitenhagen verpachtet. Besitzer der ehemals zum Fideikommiss-Güter war bis zur Bodenreform Karl-Ulrich Graf Behr-Negendank, der mit seiner Familie Plennin zum Hauptwohnsitz bestimmte.